# One Wish: The Holiday Album
«One Wish: The Holiday Album» — різдвяний альбом американської R&B-діви Вітні Г'юстон. Реліз відбувся 18 листопада 2003 в США.

## Список пісень
| #     | Назва                                                       | Продюсер(и)                   | Тривалість |
| ----- | ----------------------------------------------------------- | ----------------------------- | ---------- |
| 1.    | «The First Noël»                                            | Трой Тейлор                   | 3:14       |
| 2.    | «The Christmas Song (Chestnuts Roasting on an Open Fire)»   | Трой Тейлор                   | 3:12       |
| 3.    | «The Little Drummer Boy» (разом з Боббі Крістіаном Брауном) | Мервін Воррен                 | 4:29       |
| 4.    | «One Wish (for Christmas)»                                  | Гордон Чемберс, Баррі Істмонд | 4:12       |
| 5.    | «Cantique de Nöel (O Holy Night)»                           | Мервін Воррен                 | 3:48       |
| 6.    | «I'll Be Home for Christmas»                                | Мервін Воррен                 | 3:45       |
| 7.    | «Deck the Halls/Silent Night»                               | Мервін Воррен                 | 4:29       |
| 8.    | «Have Yourself a Merry Little Christmas»                    | Мервін Воррен                 | 4:49       |
| 9.    | «O come, O come, Emmanuel»                                  | Мервін Воррен                 | 3:06       |
| 10.   | «Who Would Imagine a King» (разом з хором «The Nativity»)   | Мервін Воррен, Вітні Х'юстон  | 3:30       |
| 11.   | «Joy to the World» (разом з хором «The Georgia Mass»)       | Мервін Воррен, Вітні Г'юстон  | 4:41       |
| 43:15 |                                                             |                               |            |

## Чарти
| Чарт (2002)                     | Місце |
| ------------------------------- | ----- |
| US Billboard 200                | 49    |
| US Billboard R&B/Hip-Hop Albums | 14    |
| US Billboard Top Holiday Albums | 5     |